# كريستوفر جيز
كريستوفر جيز (بالإنجليزية: Christopher Gaze)‏ هو ممثل بريطاني، ولد في 1952 في المملكة المتحدة.

## وصلات خارجية
- كريستوفر جيز على موقع IMDb (الإنجليزية)
- كريستوفر جيز على موقع ميوزك برينز (الإنجليزية)
- كريستوفر جيز على موقع قاعدة بيانات الفيلم (الإنجليزية)